# Liste der Baudenkmäler in Eggenthal

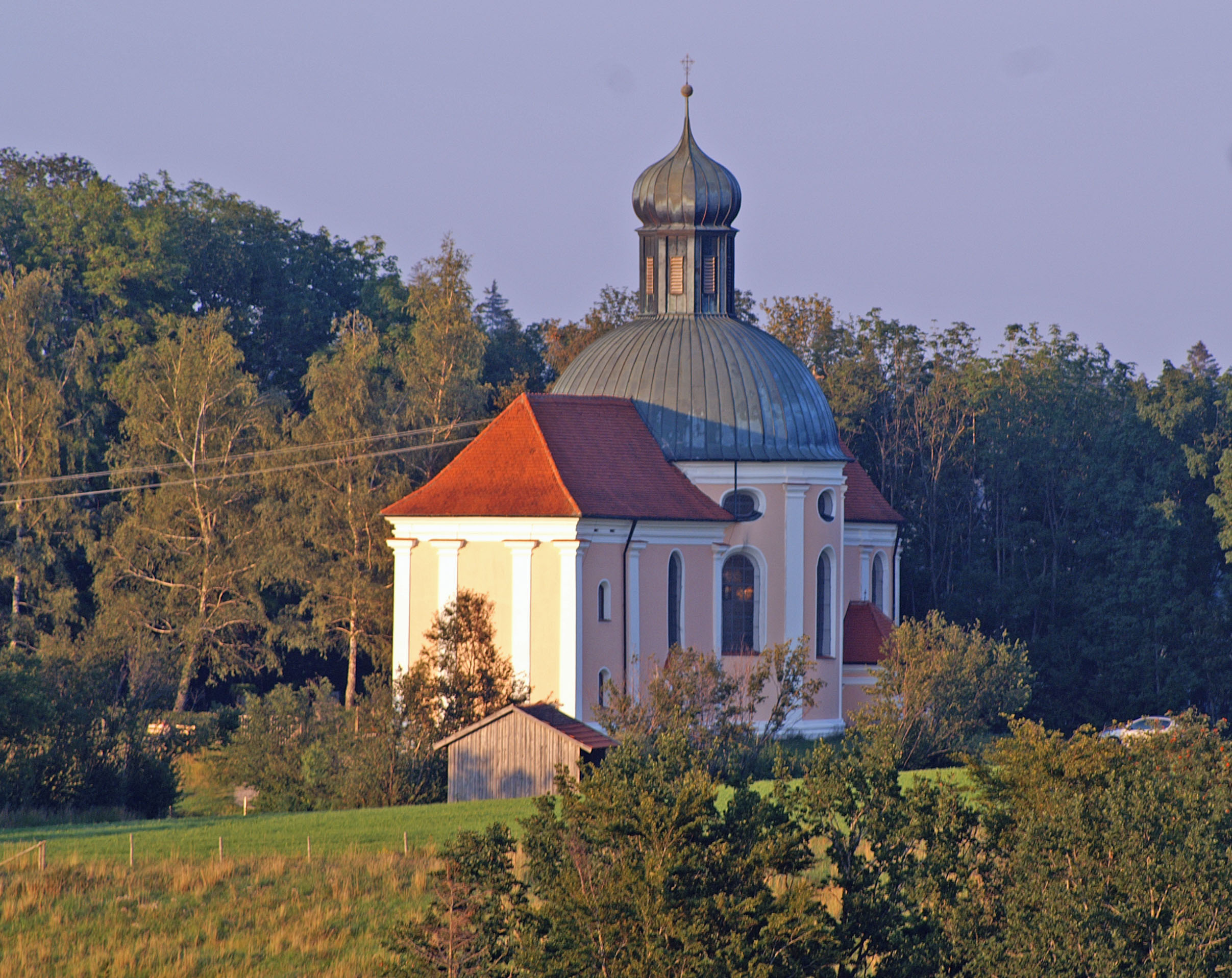
Seelenkapelle bei Eggenthal

Auf dieser Seite sind die Baudenkmäler in der schwäbischen Gemeinde Eggenthal zusammengestellt. Diese Tabelle ist eine Teilliste der Liste der Baudenkmäler in Bayern. Grundlage ist die Bayerische Denkmalliste, die auf Basis des Bayerischen Denkmalschutzgesetzes vom 1. Oktober 1973 erstmals erstellt wurde und seither durch das Bayerische Landesamt für Denkmalpflege geführt wird. Die folgenden Angaben ersetzen nicht die rechtsverbindliche Auskunft der Denkmalschutzbehörde.

## Baudenkmäler nach Ortsteilen

### Eggenthal
| Lage                                                                  | Objekt                   | Beschreibung | Akten-Nr.              | Bild |
| --------------------------------------------------------------------- | ------------------------ | --- | ---------------------- | --- |
| Am Kapellenberg (am Weg zur Kapelle Maria Seelenberg) (Standort)      | Drei Kreuzwegstationen   | Nischenbauten, 18. Jahrhundert; mit Ausstattung; | D-7-77-124-7 Wikidata  | Drei Kreuzwegstationen |
| Am Kapellenberg (am Weg zur Kapelle Maria Seelenberg) (Standort)      | Kapelle                  | Nischenbau um 1700; mit Ausstattung; | D-7-77-124-6 Wikidata  | Kapelle |
| Am Kapellenberg 21 (Standort)                                         | Kapelle Maria Seelenberg | stattlicher Bau mit Rotunde und Mönchswohnung, 1697–1710/11; mit Ausstattung;                                                                                              | D-7-77-124-5 Wikidata  | weitere Bilder |
| Am Kapellenberg 21 (nördlich der Kapelle Maria Seelenberg) (Standort) | Pestfriedhof             | jetzt Friedhof, angelegt 1628; | D-7-77-124-9 Wikidata  | [[Vorlage:Bilderwunsch/code!/C:47.91186,10.51304!/D:Am Kapellenberg 21 (nördlich der Kapelle Maria Seelenberg), Pestfriedhof!/\|BW]] |
| Kirchenstraße 7 (Standort)                                            | Pfarrkirche St. Afra     | Katholische Pfarrkirche St. Afra, Saalbau, im Kern 15. Jahrhundert, Turmunterbau um 1200, Veränderungen 15./16. Jahrhundert, Chor und Vorzeichen um 1700; mit Ausstattung. | D-7-77-124-1 Wikidata  | weitere Bilder |
| Kirchenstraße 10 (Standort)                                           | Bauernhaus               | zweigeschossiger Satteldachbau mit angeschlossener Ökonomie, im Kern 18. Jahrhundert, später verändert.                                                                    | D-7-77-124-22 Wikidata | Bauernhaus |
| Röhrwangstraße 1 (Standort)                                           | Zehentstadel             | eingeschossiger Satteldachbau, 1. Hälfte 16. Jahrhundert, Abtswappen, bezeichnet 1617; seltener Bau der Spätgotik.                                                         | D-7-77-124-2 Wikidata  | weitere Bilder |
| Römerstraße 8 (Standort)                                              | Pfarrhaus                | Ehemaliges Pfarrhaus, Satteldachbau, 1714 errichtet. | D-7-77-124-3 Wikidata  | Pfarrhaus |
| Steig 19 (Standort)                                                   | Bauernhaus               | Mittertennbau mit Wiederkehr, Bundwerk am Kniestock und über der Tenne, Ende 18. Jahrhundert nicht                                                                         | D-7-77-124-4 Wikidata  | Bauernhaus |
| 800 m nordöstlich an der Straße nach Baisweil (Standort)              | Steinkreuze              | zwei; spätmittelalterlich; | D-7-77-124-8 Wikidata  | Steinkreuze |

### Bayersried
| Lage                         | Objekt                               | Beschreibung | Akten-Nr.              | Bild                                 |
| ---------------------------- | ------------------------------------ | --- | ---------------------- | ------------------------------------ |
| Bayersried 14, 16 (Standort) | Ehemaliges Gasthaus                  | zweigeschossiger Satteldachbau mit großem Zwerchhaus, Eckturm, Steherker und neubarocker Fassadengliederung, im Kern 1839 (bezeichnet), 1904 verändert. | D-7-77-124-10 Wikidata | Ehemaliges Gasthaus                  |
| Bayersried 32 (Standort)     | Katholische Pfarrkirche St. Nikolaus | Saalbau, erbaut Ende 15. Jahrhundert, barockisiert 17./18. Jahrhundert, 1955 verändert; mit Ausstattung; Friedhof, Tuffsteinmauer, 17./18. Jahrhundert  | D-7-77-124-11 Wikidata | Katholische Pfarrkirche St. Nikolaus |
| Bayersried 34 (Standort)     | Pfarrhaus                            | Walmdachbau, errichtet ab 1829. | D-7-77-124-12 Wikidata | Pfarrhaus                            |

### Blumenried
| Lage       | Objekt        | Beschreibung                                | Akten-Nr.              | Bild          |
| ---------- | ------------- | ------------------------------------------- | ---------------------- | ------------- |
| (Standort) | Marienkapelle | 2. Hälfte 18. Jahrhundert; mit Ausstattung. | D-7-77-124-14 Wikidata | Marienkapelle |

### Grub
| Lage                                                                                   | Objekt          | Beschreibung                                                       | Akten-Nr.              | Bild            |
| -------------------------------------------------------------------------------------- | --------------- | ------------------------------------------------------------------ | ---------------------- | --------------- |
| Grub 1 (Standort)                                                                      | Weilerkapelle   | Kleiner Rechteckbau von 1948                                       | D-7-77-124-21 Wikidata | Weilerkapelle   |
| Hirtwald (2 km nordwestlich des Ortes im Wald, am Ufer des Schwarzenbaches) (Standort) | Dreiländerstein | Rotmarmorpfeiler, 1791 (teilweise im Gebiet der Gemeinde Unteregg) | D-7-78-207-11          | Dreiländerstein |

### Reichartsried
| Lage                        | Objekt                | Beschreibung                             | Akten-Nr.              | Bild                  |
| --------------------------- | --------------------- | ---------------------------------------- | ---------------------- | --------------------- |
| Reichartsried 12 (Standort) | Kapelle St. Sebastian | Anfang 18. Jahrhundert; mit Ausstattung. | D-7-77-124-16 Wikidata | Kapelle St. Sebastian |

### Romatsried
| Lage                     | Objekt                                     | Beschreibung                                      | Akten-Nr.              | Bild                                       |
| ------------------------ | ------------------------------------------ | ------------------------------------------------- | ---------------------- | ------------------------------------------ |
| Romatsried 1 (Standort)  | Zwei Hausfiguren                           | Immaculata, um 1720; hl. Florian, 19. Jahrhundert | D-7-77-124-17 Wikidata | Zwei Hausfiguren                           |
| Romatsried 17 (Standort) | Katholische Kapelle St. Antonius von Padua | erbaut 1716; mit Ausstattung.                     | D-7-77-124-18 Wikidata | Katholische Kapelle St. Antonius von Padua |

### Völken
| Lage       | Objekt        | Beschreibung                                | Akten-Nr.              | Bild          |
| ---------- | ------------- | ------------------------------------------- | ---------------------- | ------------- |
| (Standort) | Weilerkapelle | 1. Hälfte 18. Jahrhundert; mit Ausstattung. | D-7-77-124-20 Wikidata | Weilerkapelle |